# Rigoletto
Rigoletto é uma ópera em três atos do compositor italiano Giuseppe Verdi, com libreto de Francesco Maria Piave. Estreou no teatro La Fenice de Veneza em 11 de março de 1851. Ópera inspirada na peça de teatro  Le roi s'amuse de Victor Hugo. A ópera no entanto desvia ligeiramente da peça, devido à censura imposta. A personagem do Duque era inicialmente o Rei, e alguma parte do texto teve de ser alterado devido ao conteúdo político.

## Personagens
- Il Duca: Tenor
- Rigoletto: Barítono
- Gilda: Soprano
- Monterone: Barítono
- Sparafucile: Baixo
- Giovanna: mezzo-soprano
- Maddalena: Contralto
- Ceprano: Baixo
- Marullo: Barítono
- Borsa: Tenor
- Sra Ceprano: Soprano

## Sinopse

### Ato I

#### Cena I
Salão do palácio do Duque de Mântua
No palácio do Duque de Mântua acontece um baile. A música preenche o salão. O Duque conversa alegremente sobre suas aventuras e conquistas amorosas com o cortesão Borsa. Fala, em especial, da sua mais recente aventura: há três meses, uma bela jovem é observada por ele. Mas, até aquele momento, a oportunidade que teve de vê-la foi na igreja, ela desconhece quem ele é. O Duque conta que ela mora em uma pequena vila e um homem desconhecido a visita todas as noites. Entre os convidados estão o Conde e a Condessa de Ceprano. O Duque se encanta com a beleza da Condessa e canta sobre seus amores momentâneos. De um lado, o Duque faz reverências à beleza da Condessa, de outro, o Conde, seu marido, é ridicularizado por Rigoletto, que acaba de entrar. Em seguida entra Marullo, que reúne outros cortesãos para contar um grande segredo: o corcunda Rigoletto, o bobo da corte, tem uma amante! A gargalhada é geral entre todos os presentes. O Duque e Rigoletto retornam. Na presença de Ceprano, Rigoletto insinua maneiras pelas quais o Duque poderia afastar o Conde e, assim, seduzir sua esposa. Rigoletto, quando chega a ponto de sugerir que o Conde fosse executado, o irado Ceprano, embravece num impulso de desafiar um duelo. Outros cortesãos demonstram repúdio e desprezo pelo repugnante e debochado Rigoletto. O Duque, nesse momento, mostra-se irritado. De repente, surge Monterone, que acusa energicamente o Duque de ter desonrado sua filha. Rigoletto, em uma atitude desprezível, faz zombaria do infeliz homem, imitando Monterone. Este jura vingança e amaldiçoa Rigoletto pela atitude indigna, ao rir da mágoa de um pai. Rigoletto, nesse momento, se mostra perturbado e com medo. Todos ficam irritados com Monterone, por ter acabado com a festa.

#### Cena II
É noite. Beco escuro entre a casa de Ceprano e Rigoletto.
Rigoletto recorda a maldição de Monterone com uma estranha sensação, talvez um mau pressentimento. Aproxima-se Sparafucile, oferecendo seus serviços como assassino profissional. Suas vítimas são atraídas à sua casa por sua irmã, Mad-dalena. Rigoletto recusa tais serviços, mas aquele encontro o faz refletir. Só, Rigoletto recorda sua vida, as humilhações pelas quais já passou por ser aleijado e bobo da corte. Somente o amor de sua filha, Gilda, o torna mais terno e mais humano. Encontro de Gilda e Rigoletto. Rigoletto está perdido em pensamentos. Ela pede que o pai conte sobre o seu passado, deseja saber o nome da sua mãe. Rigoletto fala das suas desgraças e do amor perdido. Gilda é a única alegria que tem. Energicamente, ele diz para Gilda não sair jamais de casa desacompanhada e reforça o pedido à governanta. Pede a Giovanna que esteja sempre atenta à filha. Rigoletto sai e, sem ser visto, o Duque chega. Suborna Giovanna para deixá-lo entrar. Gilda encontra-se apaixonada pelo Duque, que é belo e jovem e que ela acredita ingenuamente ser um estudante. Gilda nada contou ao pai sobre essa paixão. Nesse encontro, o Duque faz juras de amor. Gilda está encantada e indefesa pelo amor. Ouvem-se os passos de Ceprano e dos outros.
O Duque, que receia ser descoberto, pensa em fugir. No escuro, Ceprano, Marullo e outros cortesãos se encontram com o objetivo de raptar a amante de Rigoletto. Rigoletto chega e pensa que quem está sendo levada é a Condessa de Ceprano, com os olhos vendados. Ele participa da ação ajudando a segurar a escada. Quando partem, Rigoletto tira a venda dos olhos. É tarde. Lembra angustiado da maldição de Monterone.

### Ato II
Palácio do Duque
O ato inicia com o Duque desolado por não ter notícia do seu anjo. O Duque descobriu que Gilda foi raptada. Entra em desespero; deseja encontrá-la para confortá-la. Os cortesãos, com sabor de vitória, contam como prenderam a amante do corcunda. Rigoletto aparece demonstrando indiferença, mas no seu íntimo reina um enorme desespero para encontrar sua filha. Sem querer, com a chegada de um pajem, ele descobre que o Duque está com Gilda. Totalmente fora de si, Rigoletto tenta forçar seu caminho até o Duque. Ele é afastado e, nesse momento, roga para que ela seja liberta. Gilda, em lágrimas, é trazida até o pai. Ela confessa sua ligação com o Duque e que lhe havia tirado a honra. Monterone, ao ser conduzido à prisão, esbraveja contra a impunidade do Duque. Entretanto, Rigoletto jura que haverá, sim, uma vingança. Não existem outros pensamentos para ele, mesmo com as súplicas de Gilda, pois seu único motivo a partir de agora é vingar-se.

### Ato III
Uma hospedaria afastada da cidade. É noite.
Rigoletto, que havia pago Sparafucile para assassinar o Duque, vai com Gilda até um ponto onde poderiam observar tudo que se passa dentro da casa. Gilda, ao longe, vê o Duque, disfarçado, indo ao encontro de mais uma de suas aventuras amorosas. O Duque canta cinicamente a canção que expressa seu desprezo pelas mulheres. Enquanto isso, Rigoletto e Sparafucile planejam o assassinato. Maddalena é chamada e flerta com o Duque. Gilda não tem como evitar a cena do Duque com Maddalena, pois é forçada a olhar. O Duque com Maddalena diverte-se, a corteja. Gilda se amargura com as sombrias ameaças de Rigoletto. Maddalena, com pena do jovem, tenta convencer Sparafucile a matar outra pessoa em vez do Duque. Rigoletto vai embora e pede para que a filha saia da cidade. Gilda retorna, pois fica sabendo dos planos para o Duque e resolve sacrificar-se pelo amado. Ela vai ao encontro de Sparafucile, que se esconde atrás de uma porta aguardando com uma faca o momento para executar o assassinato. A porta se abre. Tudo está escuro. A vítima está escondida em um saco. Muito feliz por estar concretizando sua vingança, Rigoletto está ansioso por jogar o saco no rio, quando, para seu horror, ouve a voz do Duque ao longe cantarolando. Rigoletto abre o saco e vê sua filha agonizando. Ela lhe implora o perdão e morre. Rigoletto está transtornado, infeliz, a maldição de Monterone foi cumprida.

## Curiosidades
Há, também, uma versão de Rigoletto traduzida para o russo pelo autor e tradutor Piotr Kalashnikov.